# Жанааркинська селищна адміністрація
Жанаа́ркинська селищна адміністрація (каз. Жаңаарқа кенттік әкімдігі, рос. Жанааркинская поселковая администрация) — адміністративна одиниця у складі Жанааркинського району Улитауської області Казахстану. Адміністративний центр — селище Жанаарка.
Населення — 17420 осіб (2021; 14265 у 2009, 14281 у 1999, 16007 у 1989).
Станом на 1989 рік існувала Атасуська селищна рада (смт Атасу), до 2020 року називалась Атасуською.